# Vouvray-sur-Huisne
Vouvray-sur-Huisne település Franciaországban, Sarthe megyében. Lakosainak száma 131 fő (2022. január 1.). Vouvray-sur-Huisne Sceaux-sur-Huisne, Beillé, Duneau és Tuffé Val de la Chéronne községekkel határos.

## Népesség
A település népessége az elmúlt években az alábbi módon változott:
| Lakosok száma | 125  | 120  | 128  | 128  | 132  | 132  | 132  | 132  | 131  |
|               | 2013 | 2015 | 2016 | 2017 | 2018 | 2019 | 2020 | 2021 | 2022 |